# Точка (фильм, 2006)
«Точка» — российский кинофильм 2006 года по одноимённой повести Григория Ряжского.
В 2006 году на Международном кинофестивале в Чикаго актрисы Виктория Исакова, Анна Уколова и Дарья Мороз, исполнившие в фильме главные роли, получили премию Silver Hugo за лучшую женскую роль.

## Сюжет
История девушек, работающих проститутками на «точке».
Фильм начинается с того, как трое мужчин выбирают проституток для своей вечеринки: Нину, Аню и Киру. На вечеринке они меняют условия, склоняя девушек не к обычному, а к групповому сексу, а когда те отказываются, вымогают у них деньги и натравливают собак. Они не ожидают, что самая пробивная из них, Кира, даст им отпор. Нина, Аня и Кира вместе снимают одну бытовку напротив вокзального депо. Вместе с основным повествованием рассказывается предыстория каждой из девушек.
Нина «Мойдодырка» живёт в неблагополучной семье с родителями-алкоголиками. Когда её пытаются изъять из семьи, мать выворачивает на неё содержимое утки брата-инвалида, из-за чего Нина стрижётся налысо. Из-за появившейся брезгливости она очень часто купается, в связи с чем и получает своё прозвище. Она выходит «на точку» в своем городе в первый раз ещё до своего совершеннолетия, из-за чего её из машины выбрасывает разозлившийся водитель автобуса, ничего не заплатив, так что во второй раз она берёт деньги вперед. В Москве она прибивается к сутенёру Джексону, и в первый же день её отправляют на «субботник» к милиции, к самым жестоким клиентам для «посвящения». Ещё не умея общаться со сложными и грубыми мужчинами, она злит их, из-за чего её избивают и выбрасывают на улицу. Зебра и Аня решают приютить её у себя.
Аня в детстве подвергалась насилию со стороны отчима, а когда переехала в Москву и поселилась у своего сводного брата, то в первую же ночь подверглась насилию и от него. Аня ворует из его квартиры кольцо, но таксист, которому она хотела его продать, склоняет её к сексу или угрожает ей милицией. Она вынуждена выйти «на точку». На одной из вечеринок на яхте, на которую нападают бандиты, она убегает вместе с «Зеброй», с которой там знакомится. Кира предлагает ей «прокричаться» с моста, чтоб стало легче. Аня зарабатывает проституцией, чтобы обеспечить свою дочь, которая живёт с бабушкой в другом городе. Её полностью устраивает собственная жизнь, а в некоторые моменты ей полностью нравятся её работа и окружение.
Кира «Зебра» работает на базаре, она влюблена в Вадика, но отец Киры против её отношений. Вскоре Вадика забирают на войну. Отец Киры, узнав, что дочь беременна, выгоняет её из дома. Не имея выбора, она вынуждена уехать к семье своего парня, но её там не принимают. Она узнаёт, что Вадик погиб на войне. Девушка идёт на его могилу, где её вместе со своей подельницей спаивает бомж. Они забирают девушку, делают ей подпольный аборт в одном из вагонов стоящего поезда, намереваясь потом заработать на ней деньги. Когда ей не удаётся побег, девушка решает покончить жизнь самоубийством и вскрывает вены. Её при смерти вывозят и выбрасывают как мусор около железнодорожных путей. Киру спасают в больнице. Там она знакомится с женщиной, которая дает ей кличку «Зебра» из-за шрамов, и помогает ей, приютив у себя и направив «на точку». В отличие от остальных, Кира не считает проституцию делом на всё своё будущее, она копит деньги и намерена изменить свою жизнь и купить квартиру в Москве.
В настоящее время Аня беременна от одного из клиентов, которого девушки называют «Учёный». Кира убеждает её сохранить ребенка, так как этот аборт может быть для неё последним, а хотя бы один ребёнок, по её убеждению, должен быть зачат по любви. «Учёный» действительно очарован Аней и он, возможно, даже хочет на ней жениться. Нина живёт мечтой забрать младшего брата Павлика у своих родителей. Один из клиентов подсаживает её на наркотики. Кира находит у неё в вещах телеграмму полугодовой давности с сообщением, что её младший брат умер, но Нина продолжает это отрицать и говорить о том, как планирует его поступление в Суворовское училище, девушки не разубеждают её. Один из клиентов отбирает девушек, в том числе Нину и Аню, для своего фетиша, где они должны много часов плавать в холодной воде бассейна. Кира предлагает Ане пока не работать ради блага её нерождённого ребенка, но Аня отказывается. На одном из очередных заказов клиент избивает её, и она теряет ребенка. Аня предлагает девочкам отделиться и создать свою «точку». Нина согласна, но Кира отказывается — она согласна быть простой проституткой, но не хозяйкой для других.
Аня подбирает место для будущей «точки», но для крышевания от милиции нужна большая сумма денег, которой у девушек нет, так как они рассчитывали и на деньги Киры. Втайне от Киры они забирают деньги из её тайника в уверенности их отдать, когда заработают. Вернувшись домой после заключённой сделки, они видят, что Кира приходила домой и искала деньги. Нина искренне не понимает, что они сделали не так, ведь им было нужнее, и вообще, раз Кира такая истеричка, ей лучше вообще уехать из этой бытовки. Нина говорит, что им нужно думать о себе: Ане нужно беспокоиться о будущем своей дочери, а самой Нине — о младшем брате. Вспыльчивая Аня срывается и грубо напоминает ей правду о брате и разбрасывает игрушки, которые Нина берегла, но тут же извиняется за свою вспышку перед плачущей Ниной.
Аня открывает свою точку, на которую её подвозит бывший сутенёр, а теперь практически коллега. В это время Кира, одновременно смеясь и плача, идёт по тротуару вдоль скоростной трассы к мосту, с которого кричит, вскинув руки к небу, так же, как когда-то кричала вместе с Аней.

## В ролях
| Актёр                | Роль                    |
| -------------------- | ----------------------- |
| Виктория Исакова     | Зебра                   |
| Анна Уколова         | Аня                     |
| Дарья Мороз          | Мойдодырка              |
| Михаил Ефремов       | Эдик                    |
| Леонид Окунев        | Додик                   |
| Илья Носков          | Вадик                   |
| Виталий Хаев         | отчим Ани Валерий       |
| Алексей Шевченков    | Берман Лазарь           |
| Михаил Горевой       | хозяин                  |
| Юрий Квятковский     | Третий                  |
| Михаил Владимиров    | Джексон                 |
| Ирина Рахманова      | Бертолетка              |
| Алексей Ошурков      | следователь             |
| Любовь Зайцева       | Светка Москва           |
| Наталья Лесниковская | бывшая проститутка Коса |
| Ксения Громова       | девушка на точке        |
| Анна Асташкина       | девушка на точке        |
| Игорь Денисов        | отец Ники               |
| Александр Числов     | лейтенант               |
| Ольга Хохлова        | баба                    |
| Анатолий Кот         | начальник охраны        |
| Надежда Маркина      | мать Киры               |
| Екатерина Семёнова   | мать Лопоухого          |
| Игорь Мещерин        | охранник                |
| Олег Корчиков        | пенсионер               |
| Амаду Мамадаков      | Славик                  |
| Елена Яковлева       | камео в телеверсии      |

## Съёмочная группа
- Режиссёр: Юрий Мороз
- Продюсеры: Рубен Дишдишян и Юрий Мороз
- Сценаристы: Юрий Мороз, Алёна Званцова и Григорий Ряжский (повесть)
- Оператор: Николай Ивасив
- Композитор: Дарин Сысоев
- Художник: Екатерина Кожевникова

## Награды
Список приводится в соответствии с данными IMDb.
| Награды и номинации                   | Награды и номинации      | Награды и номинации                                       | Награды и номинации | Награды и номинации |
| Награда                               | Категория                | Номинант                                                  | Результат           |                     |
| ------------------------------------- | ------------------------ | --------------------------------------------------------- | ------------------- | ------------------- |
| MTV Russia Movie Awards               | «Лучшая комедийная роль» | Михаил Ефремов                                            | Номинация           |                     |
| MTV Russia Movie Awards               | «Самая зрелищная сцена»  | Мойдодырку выкидывают на полном ходу из милицейского УАЗа | Номинация           |                     |
| «Кинотавр»                            | «Главный приз»           |                                                           | Номинация           |                     |
| Чикагский международный кинофестиваль | «Лучшая актриса»         | Виктория Исакова, Дарья Мороз и Анна Уколова              | Победа              |                     |